# Luigi Zappelli

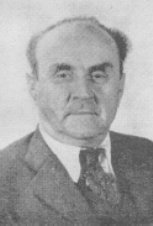
Luigi Zappelli

Luigi Zappelli (1 de janeiro de 1886 - 9 de agosto de 1948) foi um político italiano que serviu como prefeito de Verbania (1946–1948), membro da Assembleia Constituinte (1946–1948) e deputado (1948).